# 나주시립도서관
나주시립도서관은 전라남도 나주시 소재의 시립 도서관이다.

## 연혁
- 1995. 05. 31 나주시립도서관 착공
- 1996. 09. 14 나주시립도서관 준공
- 1996. 10. 04 나주시립도서관 설립조례 (제190호)
- 1997. 01. 04 나주시립도서관 개관
- 2003. 11. 14 나주시립도서관 디지털자료실 개실